# Андрадас
Андрадас (порт. Andradas) — муниципалитет в Бразилии, входит в штат Минас-Жерайс. Составная часть мезорегиона Юг и юго-запад штата Минас-Жерайс. Входит в экономико-статистический микрорегион Посус-ди-Калдас. Население составляет 34 956 человек на 2007 год. Занимает площадь 467,403 км². Плотность населения — 77,8 чел./км².

## История
Город основан 22 февраля 1890 года. 

## Статистика
- Валовой внутренний продукт на 2005 год составляет 276 миллионов реалов (данные: Бразильский институт географии и статистики).
- Валовой внутренний продукт на душу населения на 2005 год составляет 7701,00 реалов (данные: Бразильский институт географии и статистики).
- Индекс развития человеческого потенциала на 2000 год составляет 0,812 (данные: Программа развития ООН).

## География
Климат местности: горный тропический.